# Paul Sawtell
Paul Sawtell (* 3. Februar 1906 in Gilve; † 1. August 1971 in Los Angeles) war ein in Polen geborener US-amerikanischer Filmkomponist.

## Leben
Sawtell begann seine Karriere bei RKO Pictures und wechselt später zu Universal Studios. Er komponierte vor allem für Western und Horrorfilme (zum Teil mit Bert Shefter). Zu den bedeutendsten Filmen, an denen er mitarbeitete, zählen die Sherlock-Holmes-Filme Die Perle der Borgia und Die Kralle. In den späten 1940er Jahren wechselte er wieder zurück zu RKO Pictures. Daneben arbeitete er auch für verschiedene unabhängige Filmproduktionsunternehmen wie Eagle-Lion Films. Sein Schaffen umfasst mehr als 300 Produktionen.
Sawtell wurde auf dem Forest Lawn Memorial Park Friedhof in Glendale beigesetzt.

## Filmografie (Auswahl)
- 1941: The Devil Pays Off
- 1942: Tarzan und die Nazis (Tarzan Triumphs)
- 1943: Abbott und Costello auf Glatteis (Hit the Ice)
- 1943: Tarzan, Bezwinger der Wüste (Tarzan’s Desert Mystery)
- 1944: Dead Man’s Eyes
- 1944: Die Kralle (The Scarlet Claw)
- 1944: Die Perle der Borgia (The Pearl of Death)
- 1944: Secret Command
- 1945: Das Haus des Schreckens (Sherlock Holmes and the House of Fear)
- 1945: Tarzan und die Amazonen (Tarzan and the Amazons)
- 1946: Tarzan und das Leopardenweib (Tarzan and the Leopard Woman)
- 1947: Born to Kill
- 1947: Design for Death
- 1947: Geheimagent T (T-Men)
- 1947: In der Klemme (Desperate)
- 1947: Tarzan wird gejagt (Tarzan and the Huntress)
- 1947: Die Todesreiter von Kansas (Trail Street)
- 1947: Verwegene Männer im Sattel (The Last Round-Up)
- 1948: Achtung! Atomspione! (Walk a Crooked Mile)
- 1948: Flucht nach Nevada (Four Faces West)
- 1948: Flucht ohne Ausweg (Raw Deal)
- 1948: Rivalen am reißenden Strom (River Lady)
- 1948: Der Schrecken von Texas (Return of the Bad Men)
- 1948: Schwarze Pfeile (The Black Arrow)
- 1948: Silberkönig (Northwest Stampede)
- 1949: Banditen am Scheideweg (The Doolins of Oklahoma)
- 1949: Gefängnis ohne Gitter (Bad Boy)
- 1949: Graf Cagliostro (Black Magic)
- 1949: Der Kampf um den Sonora-Pass (Roughshod)
- 1949: Raubkatze (The Big Cat)
- 1949: Die Stadt der rauhen Männer (Fighting Man of the Plains)
- 1950: Auf dem Kriegspfad (Davy Crockett, Indian Scout)
- 1950: Tarzan und das Sklavenmädchen (Tarzan and the Slave Girl)
- 1950: Liebe unter schwarzen Segeln (Fortunes of Captain Blood)
- 1950: Die Todesschlucht von Arizona (The Cariboo Trail)
- 1950: Unter Einsatz des Lebens (Southside 1-1000)
- 1951: Am Marterpfahl der Sioux (Warpath)
- 1951: Gangster (The Racket)
- 1951: Gift für den Anderen (Another Man’s Poison)
- 1951: In Rache vereint (The Great Missouri Raid)
- 1951: Keine Gnade für Jonny T. (Fort Defiance)
- 1951: Der Rächer (Best of the Badmen)
- 1951: Die silberne Stadt (Silver City)
- 1951: Unsichtbare Gegner (Santa Fe)
- 1951: Das zweite Gesicht des Dr. Jekyll (The Son of Dr. Jekyll)
- 1952: An der Spitze der Apachen (The Half-Breed)
- 1952: Herrin der Gesetzlosen (Hurricane Smith)
- 1952: Die roten Teufel von Arizona (Flaming Feather)
- 1952: Tarzan, der Verteidiger des Dschungels (Tarzan’s Savage Fury)
- 1952: Terror am Rio Grande (Denver and Rio Grande)
- 1952: Der vierte Mann (Kansas City Confidential)
- 1952: Der weiße Sohn der Sioux (The Savage)
- 1953: Die Bestie der Wildnis (Arrowhead)
- 1953: König der Piraten (Raiders of the Seven Seas)
- 1953: Geheimnisse des Meeres (The Sea Around Us)
- 1953: Pony-Express (Pony Express)
- 1953: Tarzan bricht die Ketten (Tarzan and the She-Devil)
- 1955: Tarzan und der schwarze Dämon (Tarzan's Hidden Jungle)
- 1955: Die Stadt der toten Seelen (Rage at Dawn)
- 1956: Die Tierwelt ruft (The Animal World)
- 1957: Kronos
- 1957: Lederstrumpf: Der Wildtöter (The Deerslayer)
- 1957: The Story of Mankind
- 1958: Die Fliege (The Fly)
- 1958: Kampfflieger (The Hunters)
- 1959: Gefahr in Havanna (Pier 5, Havana)
- 1959: Razzia auf Callgirls (Vice Raid)
- 1959: Die Rückkehr der Fliege (The Return of the Fly)
- 1960: Versunkene Welt (The Lost World)
- 1961: Die große Attraktion (The Big Show)
- 1961: Piraten von Tortuga (Pirates of Tortuga)
- 1962: Der Herrscher von Cornwall (Jack the Giant Killer)
- 1964: Ich bin Legende (The Last Man on Earth)
- 1964–1968: Die Seaview – In geheimer Mission (Voyage to the Bottom of the Sea, Fernsehserie)